# ING World Marathon
De ING World Marathon was een eenmalige marathonschaatswedstrijd voor marathonschaatsers uit de hele wereld. De wedstrijd werd gehouden in 2005 in Calgary (Canada). Er was zowel voor mannen als voor vrouwen een wedstrijd. Miel Rozendaal won bij de mannen en Daniëlle Bekkering bij de vrouwen. 

## Resultaten

### Mannen
Deze zes schaatser reden de rest op 1 ronde achterstand:
| Rang   | Schaatser        | Tijd |
| ------ | ---------------- | ---- |
| Goud   | Miel Rozendaal   |      |
| Zilver | Andres Landman   |      |
| Brons  | Kurt Wubben      |      |
| 4      | Youri Lissenberg |      |
| 5      | Frank Verheijen  |      |
| 6      | Jan van Oosterom |      |

### Vrouwen
Alleen deze drie vrouwen wisten de finish te halen:
| Rang   | Schaatser          | Tijd |
| ------ | ------------------ | ---- |
| Goud   | Daniëlle Bekkering |      |
| Zilver | Antoinette Voskuil |      |
| Brons  | Marlies Galesloot  |      |

## Trivia
- Tristan Loy was de enige Franse deelnemer en een van de weinige buitenlanders, hij werd 24e.